# Thermes romains de Weissenburg in Bayern
Les thermes romains de Weissenburg sont un ensemble thermal d'époque romaine,  dans l'antique cité de Biriciana, province romaine de Rhétie sur les Limes, situé en périphérie de la ville moderne de Weißenburg in Bayern (Bavière, Allemagne). Cet ensemble a été découvert en 1977 et intégré dans un musée en 1983.

## Le camp romain

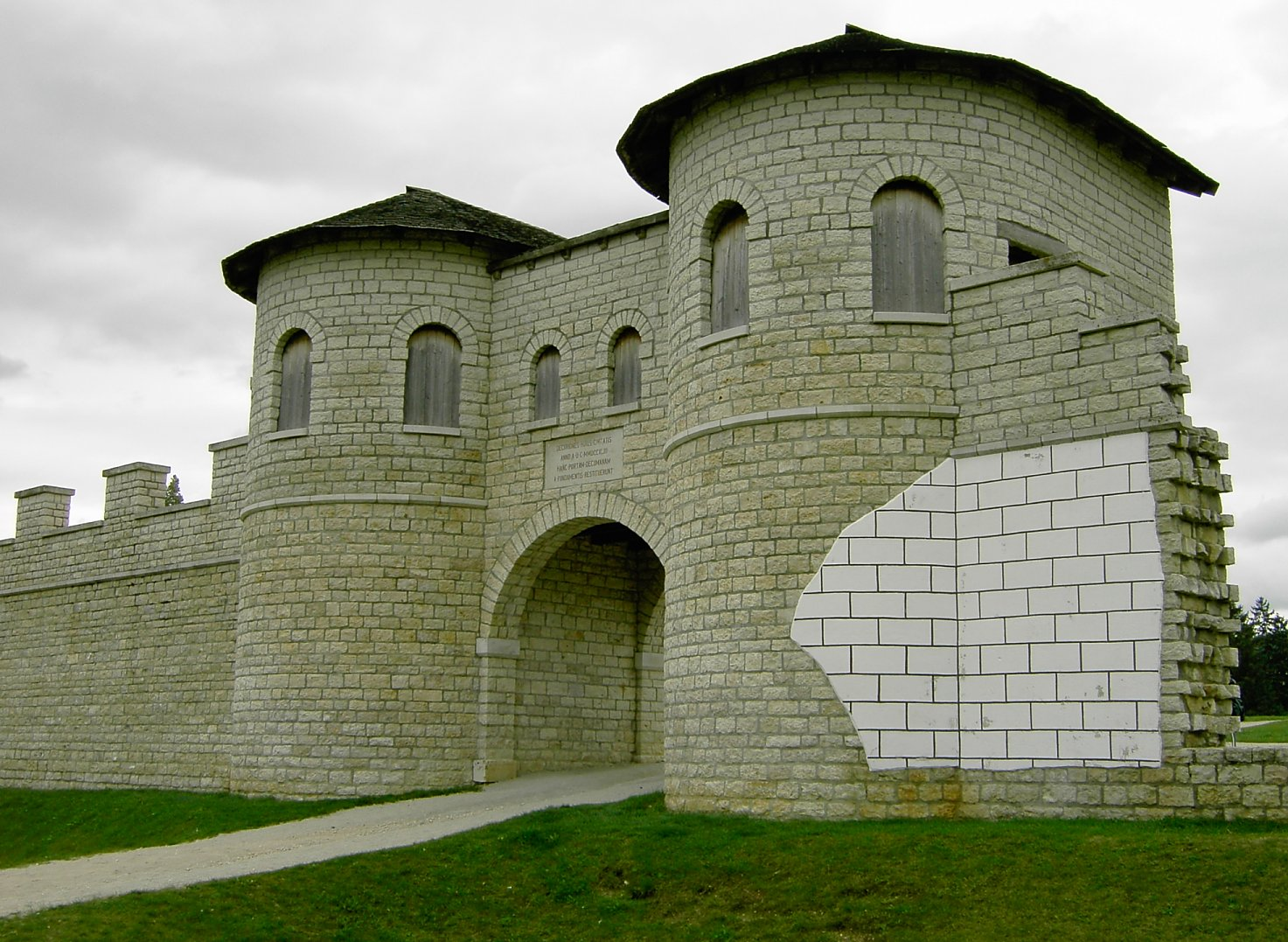
Reconstitution de la porta decumana du camp romain de Biriciana

Le camp romain (Kastell Weißenburg) situé aux coordonnées 49° 01′ 51″ N, 10° 57′ 45″ E a été entièrement dégagé et fouillé. La porte nord (porta decumana) a été reconstituée.

## Les thermes

### Construction
Elle s'est déroulée en trois phases : début de la construction vers 90, vers 130 on ajoute un caldarium, deux tepidarium, un sudatorium et un frigidarium et une troisième phase vers 180. 

### Galerie

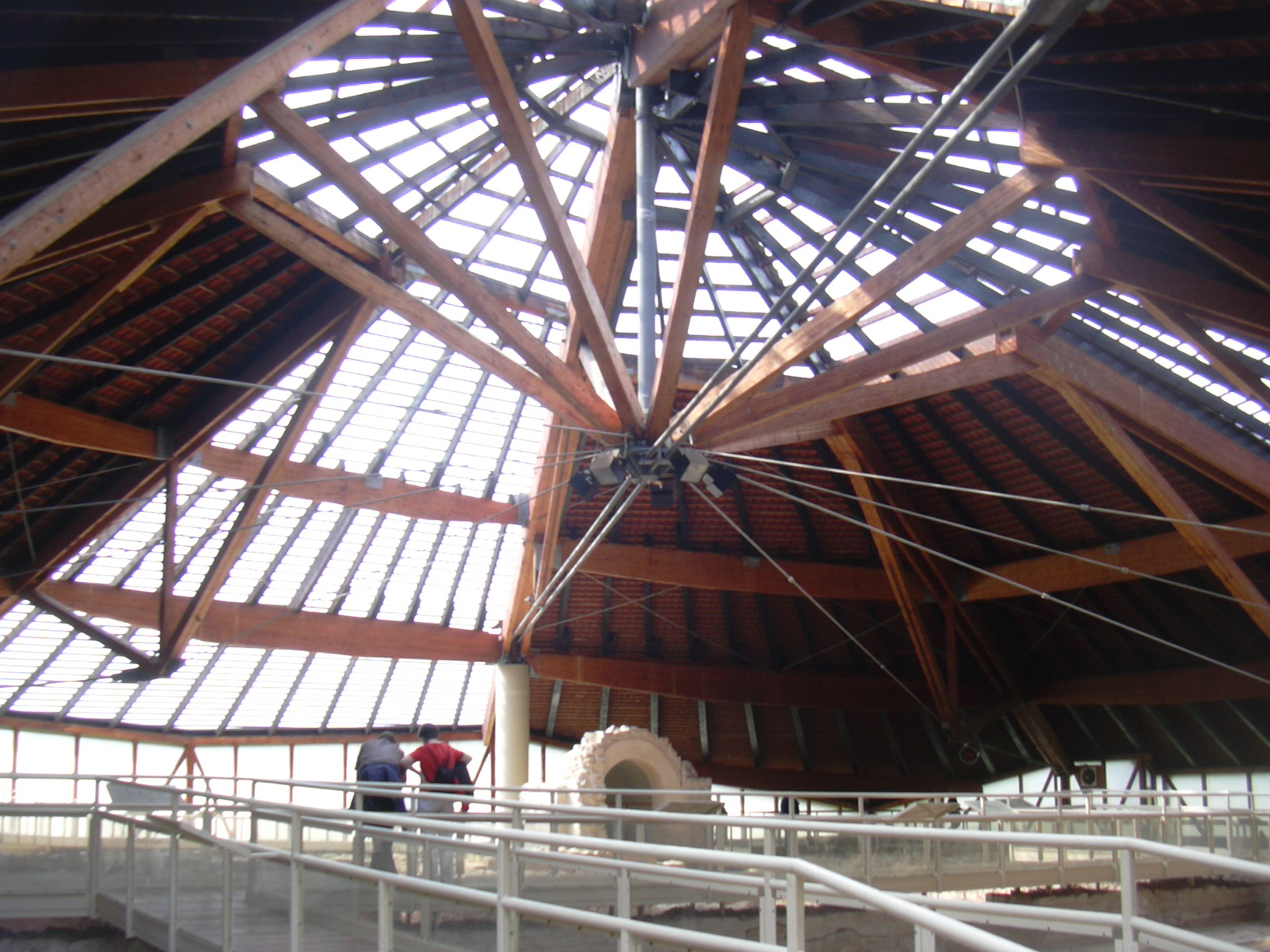
Les thermes de Weissenburg
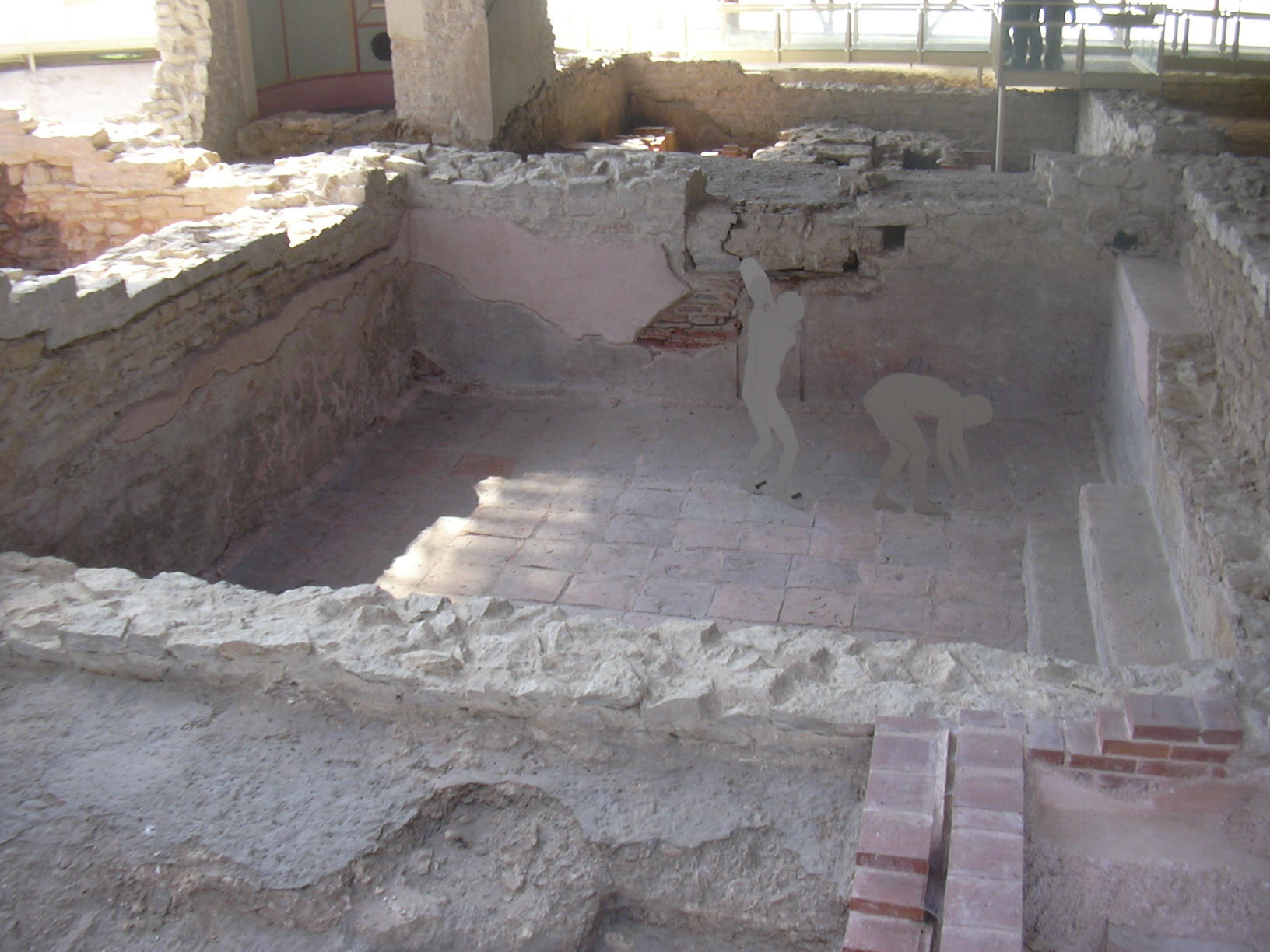
Le grand frigidarium
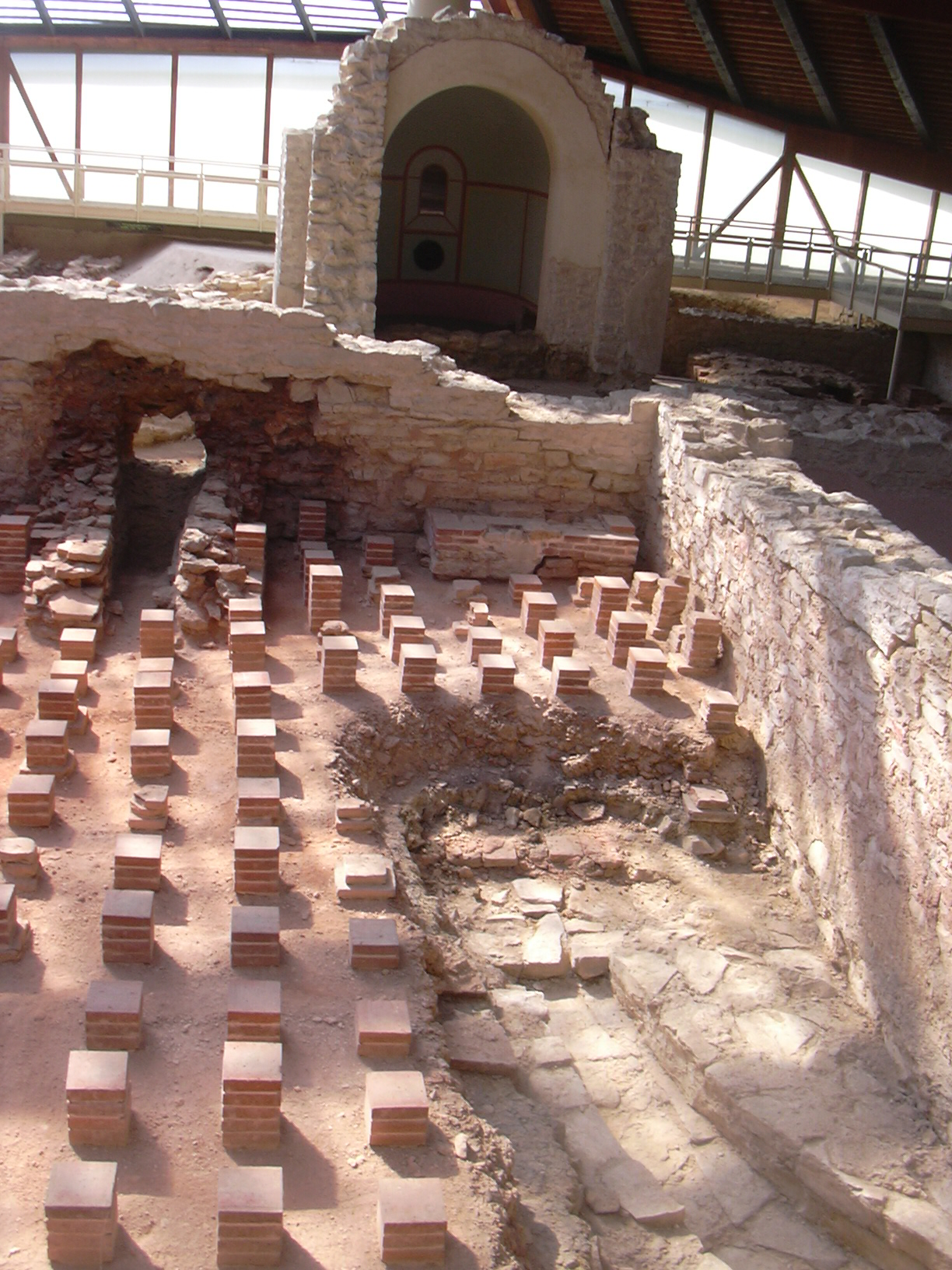
Tepidarium 1 avec son hypocauste, le petit frigidarium au fond